# Municipio de Villa de Guadalupe (San Luis Potosí)
El municipio de Villa de Guadalupe es uno de los 59 municipios que constituyen el estado mexicano de San Luis Potosí. Se encuentra localizado al centro norte del estado y aproximadamente a 192 kilómetros de la ciudad de San Luis Potosí. Cuenta con una extensión territorial de 1,863.94 km².

## Descripción geográfica

### Ubicación
Villa de Guadalupe se localiza al centro norte del estado entre las coordenadas geográficas 23° 22’ de latitud norte, y 100° 45’ de longitud oeste; a una altitud promedio de 1630 metros sobre el nivel del mar.
El municipio limita al noreste con el municipio de Matehuala; al noroeste con el municipio de Catorce; al oeste con el municipio de Charcas; al sur con los municipios de Villa de la Paz y Villa Hidalgo; al sureste con el municipio de Guadalcázar; al suroeste con el municipio de Venado, y al este con el municipio de Doctor Arroyo, en el estado de Nuevo León.

### Orografía e hidrografía
Sus principales elevaciones son la sierra de catorce (al norte), y la sierra la rueda (al sur) con una elevación de 2,400 m s. n. m. Sus suelos se formaron en la era Mesozoica, y su uso principalmente es ganadero, forestal y agrícola. El municipio pertenece a la región hidrológica El Salado. Sus recursos hidrológicos son proporcionados principalmente por los arroyos el Astillero, las Presas, el Refugio y San Nicolás; así como manantiales importantes y algunos mantos acuíferos.

### Clima
Al este presenta seco semicálido; al oeste encontramos seco templado; y al noroeste semiseco templado, y no posee cambio térmico invernal bien definido. La temperatura media anual es de 17.4 °C, la máxima se registra en el mes de mayo (45 °C) y la mínima se registra en enero (6 °C). El régimen de lluvias se registra en el verano, contando con una precipitación media de 840 milímetros.
Según la clasificación climática de Köppen el clima de Vanegas corresponde a la categoría BSh, (semiárido cálido).

## Demografía
La población total del municipio de Villa de Guadalupe es de 9277 habitantes, lo que representa un decrecimiento promedio de -0.54 % anual en el período 2010-2020 sobre la base de los 9779 habitantes registrados en el censo anterior. Al año 2020 la densidad del municipio era de 4,851 hab/km².
| Gráfica de evolución demográfica de Municipio de Villa de Guadalupe entre 2000 y 2020 |
|                                                                                       |
| Fuente: Instituto Nacional de Estadística Geografía e Informática                     |

En el año 2010 estaba clasificado como un municipio de grado medio de vulnerabilidad social, con el 28.29% de su población en estado de pobreza extrema.
La población del municipio está mayoritariamente alfabetizada (17.35% de personas analfabetas al año 2010), con un grado de escolarización en torno de los 5 años. Solo el 0.55% de la población se reconoce como indígena.
El 87.45% de la población profesa la religión católica. El 6.97% adhiere a las iglesias Protestantes, Evangélicas y Bíblicas.

### Localidades
Según el censo de 2010, la población del municipio se distribuía entre 78 localidades, de las cuales 74 eran pequeños núcleos urbanos de menos de 500 habitantes.
Las localidades con mayor número de habitantes y su evolución poblacional son:
| Localidad                               | Población 2010 | Población 2020 |
| Total Municipio                         | 9779           | 9277           |
| Buenavista                              | 334            | 279            |
| El Leoncito                             | 301            | 298            |
| Guadalupito                             | 392            | 311            |
| Jarillas                                | 304            | 253            |
| Los Chilares                            | 381            | 407            |
| Palo Blanco                             | 314            | 378            |
| Rancho Alegre                           | 431            | 348            |
| San Francisco                           | 378            | 421            |
| Santa Isabel (El Pozo)                  | 388            | 333            |
| Santa Rita de los Hernández             | 334            | 341            |
| Santa Rosa la Masita                    | 526            | 568            |
| Santa Teresa                            | 517            | 528            |
| Villa de Guadalupe (Cabecera Municipal) | 971            | 981            |

## Cultura

### Sitios de interés
- Buenavista.
- Ojo de Agua de San Bartolo.
- Manantial Magdalena.
- La Joya

### Fiestas
Fiestas civiles
- Aniversario de la Independencia de México: 15 y 16 de septiembre.
- Aniversario de la Revolución mexicana: El 20 de noviembre.

Fiestas religiosas
- Semana Santa: jueves y viernes Santos.
- Día de la Santa Cruz: 3 de mayo. El Puerto
- Fiesta en honor de la Virgen de Guadalupe: del 1 al 12 de diciembre.
- Día de Muertos: 1 y 2 de noviembre.

### Acontecimientos Importantes
- En 2016, Villa de Guadalupe se puso en la mira de los reflectores a nivel nacional e internacional cuando se hiciera viral el video de "Los XV's de Rubí", en el cual se invitaba al tradicional festejo de 15 años de Rubí Ibarra García en la localidad de La Joya.

“Los invitamos a los XV años de nuestra hija Rubí, en la comunidad de La Joya. Estará tocando el grupo de Juan Villareal, Los Indomables de Cedral, Grupo Innegable. En la comida estará tocando Relevo X y habrá una ´chiva´ creo que es de 10 mil pesos el primer lugar, y para los demás lugares ahí nos acomodamos”. Fue el mensaje que se compartió en el vídeo viralizado a través de redes sociales y que pusiera la atención del mundo sobre Villa de Guadalupe.

## Gobierno
Su forma de gobierno es democrática y depende del gobierno estatal y federal; se realizan elecciones cada 3 años, en donde se elige al presidente municipal y su gabinete. El actual presidente es el médico veterinario Francisco Olguín García, siendo el primer candidato independiente en la historia del municipio, en llegar a la presidencia municipal.
El municipio cuenta con 76 localidades, las cuales dependen directamente de la cabecera del municipio. Las más importantes son: Villa de Guadalupe (cabecera municipal), Arroyo Seco, El llano de Jesús María, Buenavista, Ojo de Agua de Rodríguez, Magdalenas, el Puerto de Magdalenas, Morelos, La Biznaga, Puerta Del Río, La Presa, La Presita, Los Depósitos, Los Chilares, San Bartolo, Santa María del Rincón, Santa Rosalía del Centro, La Tinajuela, La Punta, San José de los Orozcos, Santa Rita de Casia, Guadalupito, Santa Rosa la Masita, Palo Blanco, San Francisco, Santa Teresa, El Venadito, Vallejos, El Leoncito, San José del Muerto, El Matorral, La Puerta de la Jara Brava, La Puerta de Coloradillos, Rancho Alegre, Santa Inés de la Obscura, Zaragoza de Solís, San Antonio de la Ordeña, Ojo de Agua de García, San Judas, Santa Rita de los Hernández, Bustamante, Jarillas, La Joya.   

### Personajes ilustres
- Teodoro Torres Flores, escritor.
- José Jayme Jayme, escritor y pintor.
- Alipio "Pipo" Castillo, escritor.
- Rubí Ibarra García, quinceañera famosa... rompera` un récord Guinness.